# Bardassano
Bardassano (Bardassan in piemontese) è una frazione di Gassino Torinese.

## Geografia fisica
Posto su di un poggio a 452 m di altitudine, Bardassano si raggiunge attraverso una strada che si inerpica in mezzo ai boschi, oppure percorrendo la panoramica strada della Rezza che da Castiglione Torinese giunge fino a Chieri.

## Storia

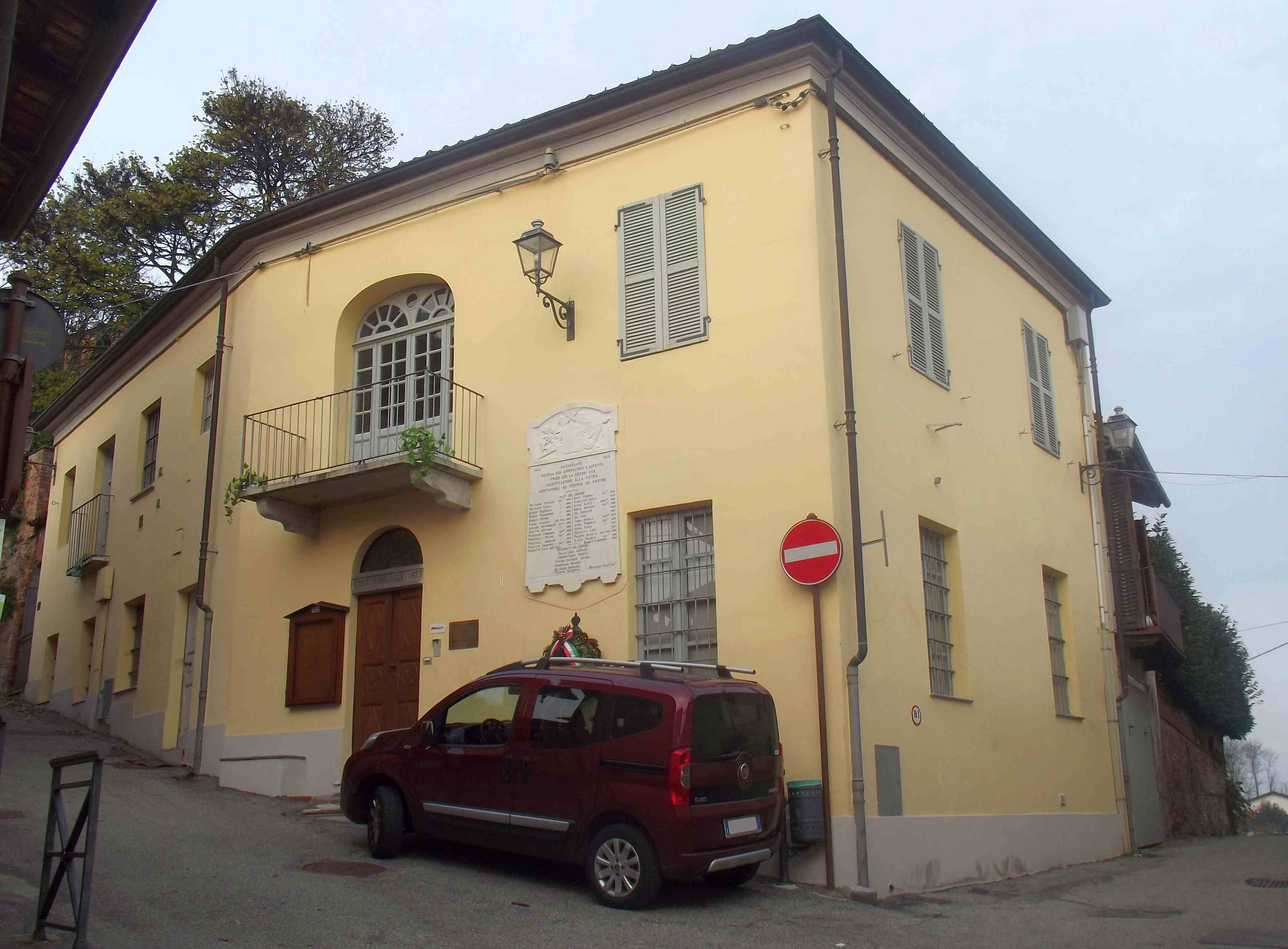
L'ex-municipio

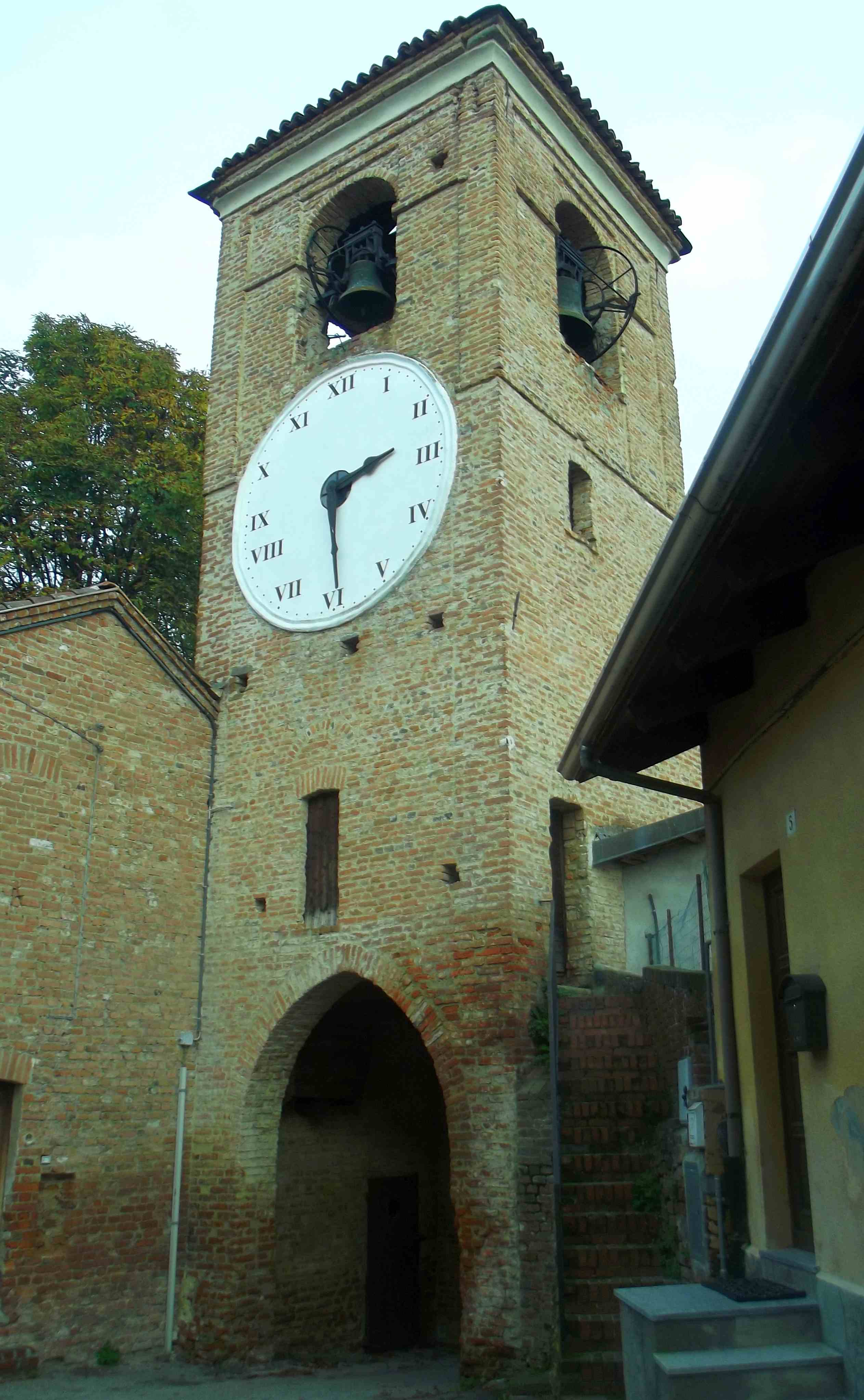
La porta-torre che dà accesso al centro del paese

Istituito come comune autonomo nel 1861, Bardassano venne unito a Gassino nel 1928, ma le sue vicende storiche sono legate a Chieri, nei cui antichi catasti compare come Bardassani, Baldacanus, Baldacari, Bardacani; sul luogo vantarono diritti i conti di Biandrate e i marchesi del Monferrato. Il paese è tuttora dominato dall'omonimo castello, presso il quale sorge la parrocchiale di San Michele Arcangelo, risalente a fine Ottocento.